# 埼玉県道203号長瀞停車場線

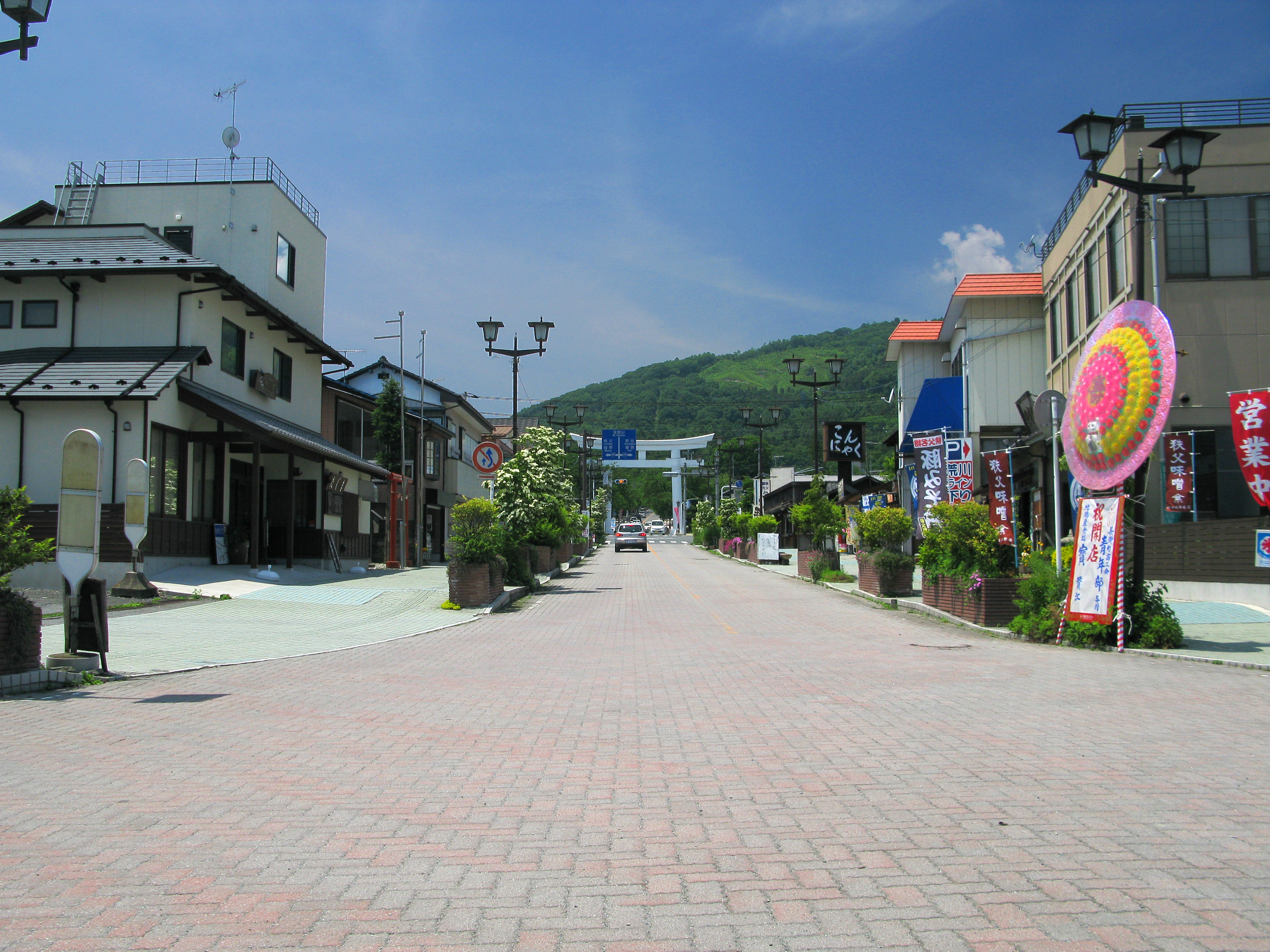
長瀞町長瀞地区（2012年6月）

埼玉県道203号長瀞停車場線（さいたまけんどう203ごう ながとろていしゃじょうせん）は、埼玉県秩父郡長瀞町内に設定されている県道である。

## 路線概要
- 起点：長瀞停車場
- 終点：国道140号交点
- 総距離：116m

## 通過する自治体
- 埼玉県
  - 秩父郡長瀞町

## 接続・交差する主な道路
- 国道140号「長瀞駅前」

## 沿線
- 秩父鉄道秩父本線 長瀞駅
- 荒川ライン下り
- 観光タクシー長瀞営業所